# Le Robert
Pour les articles homonymes, voir Robert.
Ne doit pas être confondu avec Dictionnaires Le Robert.
 (septembre 2019).
Si vous disposez d'ouvrages ou d'articles de référence ou si vous connaissez des sites web de qualité traitant du thème abordé ici, merci de compléter l'article en donnant les références utiles à sa vérifiabilité et en les liant à la section « Notes et références ».
Le Robert est une commune française de la Martinique, île des Petites Antilles. Le Robert est, par sa population, la troisième ville de la Martinique après Fort-de-France et Le Lamentin. Elle compte, en 2021, 21 305 habitants. Ses habitants sont appelés les Robertins. Comme pour de nombreuses communes de Martinique l'article « Le » est fréquemment omis sur les panneaux routiers. Le quartier du Vert-Pré, 6 000 habitants, situé sur les hauteurs du Robert est un important hameau de la commune.

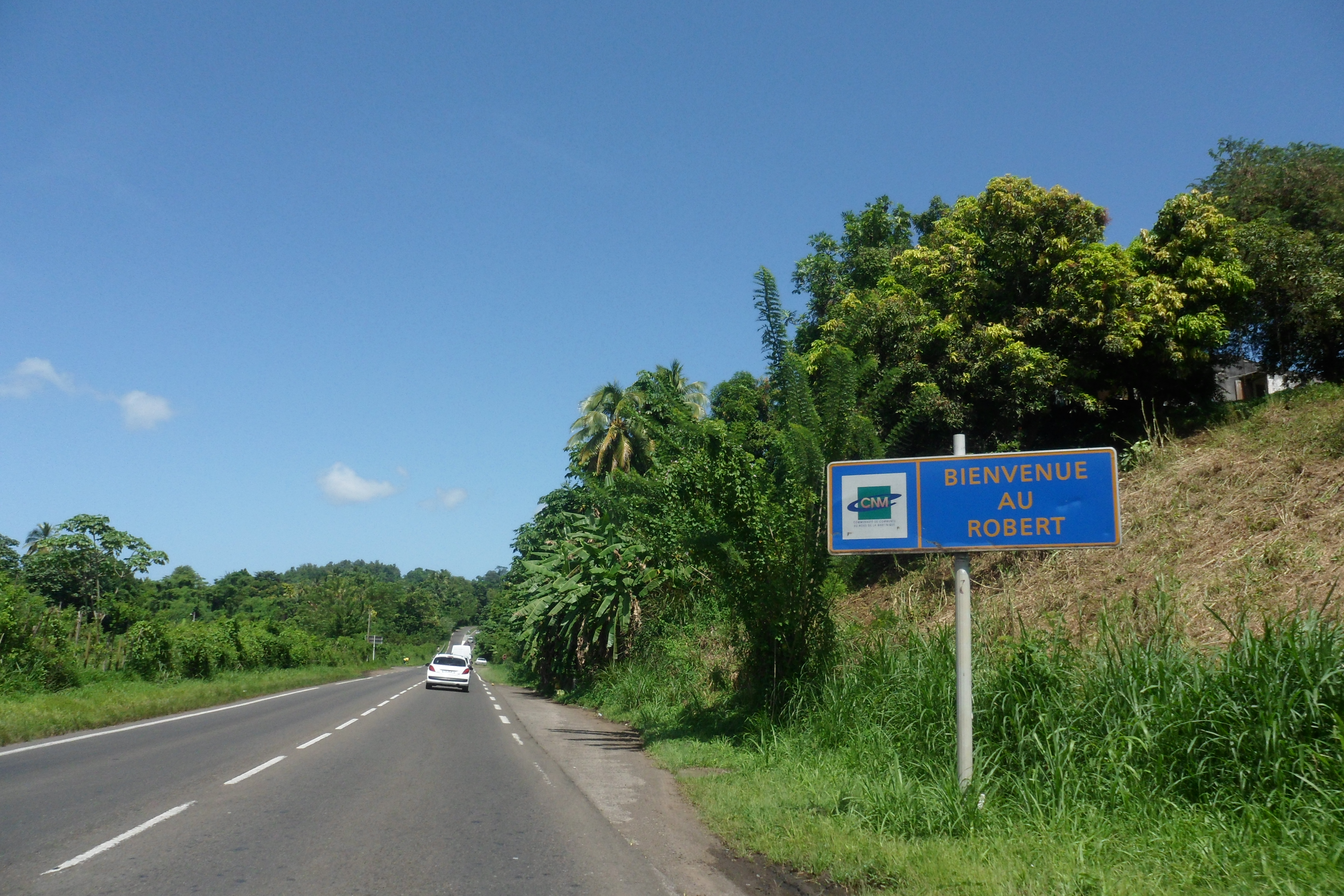
Panneau d'entrée de la commune, sur la route nationale 1.

## Géographie

### Localisation
Elle est située sur la côte atlantique de l'île à 20 km de Fort-de-France. Dans sa partie sud-est, Le Robert se prolonge dans l'océan Atlantique par une pointe dénommée Pointe Royale. Au bout de cette pointe se trouvent les quartiers de Sable Blanc, et de la Pointe la Rose. Sans oublier la Pointe Hyacynthe qui se situe entre la Pointe Royale et les quartiers de Sable Blanc.
| Gros-Morne  | La Trinité |                  |
|             | du Robert  | Océan Atlantique |
| Le Lamentin |            | Le François      |

## Urbanisme

### Typologie
Le Robert est une commune urbaine, car elle fait partie des communes denses ou de densité intermédiaire, au sens de la grille communale de densité de l'Insee,,,.
Elle appartient à l'unité urbaine du Robert, une agglomération intra-départementale regroupant 11 communes et 129 747 habitants en 2022, dont elle est une ville-centre,.
Par ailleurs la commune fait partie de l'aire d'attraction de Fort-de-France, dont elle est une commune de la couronne. Cette aire, qui regroupe 28 communes, est catégorisée dans les aires de 200 000 à moins de 700 000 habitants,.
La commune, bordée par l'Océan Atlantique à l'est, est également une commune littorale au sens de la loi du 3 janvier 1986, dite loi littoral. Des dispositions spécifiques d’urbanisme s’y appliquent dès lors afin de préserver les espaces naturels, les sites, les paysages et l’équilibre écologique du littoral, par exemple le principe d'inconstructibilité, en dehors des espaces urbanisés, sur la bande littorale des 100 mètres, ou plus si le plan local d’urbanisme le prévoit,.

### Lieux-dits, hameaux et écarts

#### Quartier de Pointe La Rose
À la limite du bourg du François, ce quartier doit son nom probablement à un chef indien (des Caraïbes) qui accueillit les premiers colons.
Sur la façade atlantique de la Martinique, c'est certainement l'un des lieux qui fut le témoin de naufrages sur la côte est, bordée de récifs de coraux (les « cayes »).

#### Bourg du Vert-Pré
Hameau distant de 4.6 kilomètres du Robert et peuplé d'environ 6 000 habitants. Il est situé à une altitude de 310 mètres et offre une vue côté caraïbes et côté atlantique.
L'usine de la SNYL (Yoplait, Littée) est située sur son territoire.

## Histoire
Le Robert se positionne entre la côte atlantique, dont la baie est parsemée d'une belle quantité d'îlets, et le hameau du Vert-Pré en hauteur qui forme un bourg à lui tout seul. Ce magnifique port naturel a connu des batailles où les Anglais furent repoussés par la population locale constituée de corsaires et de marins-pêcheurs aguerris par leur vie côtière parmi la mangrove, les rochers et l'océan.
La paroisse a été fondée par le Père Labat en 1694, et s'appelait Cul-de-Sac. L'origine du nom actuel est incertaine. Un chef caraïbe a peut-être laissé son nom de baptême à cette région où les Amérindiens séjournèrent très longtemps. La commune fut créée en 1837.
Le 29 novembre 2007, Le Robert fut touché par un séisme d'une magnitude de 7,4 sur l'échelle de Richter qui a secoué la Martinique.

## Politique et administration

### Rattachements administratifs et électoraux
Le Robert est la commune la plus peuplée de la communauté d'agglomération du Pays Nord Martinique.
Le Robert appartient à l'arrondissement de La Trinité et vote pour les représentants de l'Assemblée de Martinique. Avant 2015, elle élisait ses représentants au conseil général dans les cantons du Robert-1-Sud et du Robert-2-Nord, entités qui scindaient la ville en deux.
Pour l’élection des députés, la commune fait partie de la première circonscription de la Martinique.

### Élections municipales et communautaires

#### Liste des maires
Depuis 1943, cinq maires se sont succédé à la tête de la commune :

### Instances de démocratie participative

#### Conseil local des jeunes
Le Conseil local des jeunes a été créé le 13 décembre 2011 par le vote des collégiens de la commune et mis officiellement en route le 14 avril 2012 par son investiture. Il est constitué de 28 conseillers qui ont entre 12 et 17 ans, ils ont pour mission de mettre en place des projets proposés par la jeunesse robertine. Ils permettent de rendre le territoire plus dynamique et de faire entendre la voix de ses jeunes.

### Jumelages
| La commune a développé une association de jumelage avec : - Robécourt (France) - Bagnolet (France) \| Robécourt Le Robert \| |
| Robécourt Le Robert |

## Équipements et services publics

### Enseignement
Le Robert compte de nombreux établissements scolaires :

#### Écoles maternelles
- École maternelle publique Les Coraux à Cité Lacroix
- École maternelle publique Mano CESAIRE (anciennement "Lucien Laroche")
- École maternelle publique Hélène PIDERY à Mansarde Catalogne
- École maternelle publique Simone Branglidor

#### Écoles primaires
- École primaire d'application Edgard Labourg
- École primaire publique Couronne Lourel
- École primaire publique Léo Adélaïde
- École primaire publique Robert Platon
- École primaire publique Victor Jean-Michel

#### Écoles élémentaires
- École élémentaire publique Hector Sainte-Rose
- École élémentaire publique Édouard de Lépine (anciennement « Laure Marmont »)[19]
- École élémentaire publique Émile Capgras (anciennement Pointe Lynch)[20]
- École élémentaire publique Occuline Amazan
- École élémentaire privée Adventiste du Robert

#### Collèges
- Collège Paul Symphor : Situé au bourg du Robert.
- Collège Robert-III : situé au bord de mer, il accueille plus de 400 élèves chaque année. Les élèves portent un uniforme qui se compose de : polo vert, jeans bleu et chaussures fermées.
- Collège Constant Le Ray au Vert-Pré. Les élèves portent un uniforme qui se compose d'un jeans bleu et d'un polo blanc

#### Lycées
- Lycée professionnel agricole du Robert.

## Population et société

### Démographie

#### Évolution démographique
L'évolution du nombre d'habitants est connue à travers les recensements de la population effectués dans la commune depuis 1961, premier recensement postérieur à la départementalisation de 1946. À partir de 2006, les populations de référence des communes sont publiées annuellement par l'Insee. Le recensement repose désormais sur une collecte d'information annuelle, concernant successivement tous les territoires communaux au cours d'une période de cinq ans. Pour les communes de plus de 10 000 habitants les recensements ont lieu chaque année à la suite d'une enquête par sondage auprès d'un échantillon d'adresses représentant 8 % de leurs logements, contrairement aux autres communes qui ont un recensement réel tous les cinq ans,.

En 2022, la commune comptait 21 490 habitants, en évolution de −7,58 % par rapport à 2016 (Martinique : −4,11 %, France hors Mayotte : +2,11 %).
| 1961   | 1967   | 1974   | 1982   | 1990   | 1999   | 2006   | 2011   | 2016   |
| ------ | ------ | ------ | ------ | ------ | ------ | ------ | ------ | ------ |
| 13 652 | 13 905 | 14 505 | 15 386 | 17 713 | 21 240 | 23 856 | 24 017 | 23 252 |

| 2021   | 2022   | - | - | - | - | - | - | - |
| ------ | ------ | - | - | - | - | - | - | - |
| 21 305 | 21 490 | - | - | - | - | - | - | - |

#### Pyramide des âges
La population de la commune est relativement jeune. En 2018, le taux de personnes d'un âge inférieur à 30 ans s'élève à 34,5 %, soit un taux supérieur à la moyenne départementale (32,1 %). À l'inverse, le taux de personnes d'un âge supérieur à 60 ans (24,8 %) est inférieur au taux départemental (27,8 %).
En 2018, la commune comptait 10 375 hommes pour 12 054 femmes, soit un taux de 53,74 % de femmes, inférieur au taux départemental (54,02 %).
Les pyramides des âges de la commune et du département s'établissent comme suit :
| Hommes | Classe d’âge | Femmes |
| ------ | ------------ | ------ |
| 0,5    | 90 ou +      | 1,5    |
| 6,7    | 75-89 ans    | 6,9    |
| 17,6   | 60-74 ans    | 16,4   |
| 24,1   | 45-59 ans    | 25,7   |
| 14,1   | 30-44 ans    | 17,1   |
| 17,4   | 15-29 ans    | 15,9   |
| 19,6   | 0-14 ans     | 16,4   |

| Hommes | Classe d’âge | Femmes |
| ------ | ------------ | ------ |
| 0,9    | 90 ou +      | 1,8    |
| 8,1    | 75-89 ans    | 9,5    |
| 19,9   | 60-74 ans    | 19,8   |
| 23,3   | 45-59 ans    | 24,3   |
| 14,1   | 30-44 ans    | 16,3   |
| 16,4   | 15-29 ans    | 14,2   |
| 17,3   | 0-14 ans     | 14,2   |

La commune du Robert est l'une des villes-centres d'une unité urbaine et d'une aire urbaine de 136 763 habitants en 2012, selon les nouvelles délimitations de 2010 définies par l'Insee. La formation de cette unité urbaine de 11 communes, la plus peuplée de Martinique, et dont les autres villes-centres sont Ducos, Le François, Rivière-Pilote et Rivière-Salée, résulte de la croissance du nombre des habitations sur le territoire de ces communes, qui en augmente la densité. Cela ne signifie pas, pour autant, qu'existe un véritable continuum urbain.

### Manifestations culturelles et festivités
- 23 août : fête patronale Sainte-Rose-de-Lima.

### Sports et loisirs
Équipements sportifs :
- Stade Georges-Spitz (bourg du Robert)
- Stade Léon-Duchamps (Vert-Pré)
- Hall des sports de Mansarde
- Piste d'athlétisme de la Cité Lacroix
- Le boulodrome de la Cité Lacroix
- Le complexe sportif de Four-à-Chaux
- Le stade de Lestrade
- Activités pratiquées : La yole ronde (voile traditionnelle), le football, le handball, le basket-ball, le volley-ball, le cyclisme et l'athlétisme.

L'US Robert section Rugby domine le rugby dans les Antilles françaises,.
Les différents clubs sportifs de la commune :
- US Robert, football, rugby, athlétisme

L'équipe de football de l'US Robert est l'équipe phare de la commune. Elle a connu sa période de gloire entre 1992 et 1995. En effet, US Robert a remporté le Championnat de la Martinique de football en 1993 et championne de la Caraïbe en 1995. Elle a remporté aussi 5 fois la Coupe de Martinique en 1960, 1961, 1984, 1992 et 1994.
Les joueurs de football connus de l'US Robert sont : Paul Chillan, ancien joueur de Nîmes Olympique et International français en 1963, Joan Hartock, ancien gardien de but de l'Olympique Lyonnais, Éric Sabin, ancien joueur de Nîmes Olympique, Ludovic Clément, ancien joueur du Toulouse FC, Audrick Linord, ancien joueur du SO Romorantin.
- UJ Monnerot, football
- AC Vert-Pré, football
- L'Arsenal du Robert, handball, basket-ball, volley-ball, échecs (Vainqueur du Championnat de France féminin de handball de Nationale 1 en 2022[30]).
- Solidarité de Lestrade, football
- JC 231, cyclisme : Route - VTT - BMX  Jeunesse Cycliste 231 du Robert
- Team Féwoss Crédit-Mutuel - Garage Premier  (ASC Féwoss) , cyclisme

Les yoles du Robert sont :
- UFR/Chanflor, "Caracoli" (11 fois vainqueurs du Tour de la Martinique des yoles rondes) Yole Caracoli UFR Chanflor
- Mr Bricolage "Las Palmas"
- GFA Caraïbes "Bwa viré"

## Économie
Principalement tournée vers les services, l'activité économique du Robert connaît un réel développement. Une zone d'activités mort-née a beaucoup fait parler d'elle dans les années 1990, la zone de la Semair, dans laquelle on ne comptait plus que quelques entreprises. Depuis 2010, un nouvel élan y a vu le jour.
On trouve également au Robert, le plus grand centre commercial du nord-atlantique, il s'agit du centre commercial Océanis. Il a aussi le centre commercial Créolis qui se trouve à proximité du bourg mais est de moindre importance.
Un petit port de commerce est présent une marina accueille des plaisanciers locaux, essentiellement.
Sur le plan industriel, Le Robert accueille la plus importante unité extractive de roche massive de la Martinique, destinée à la production des granulats entrant dans la fabrication des enrobés routiers et des bétons à haute performance.

## Culture locale et patrimoine

### Lieux et monuments

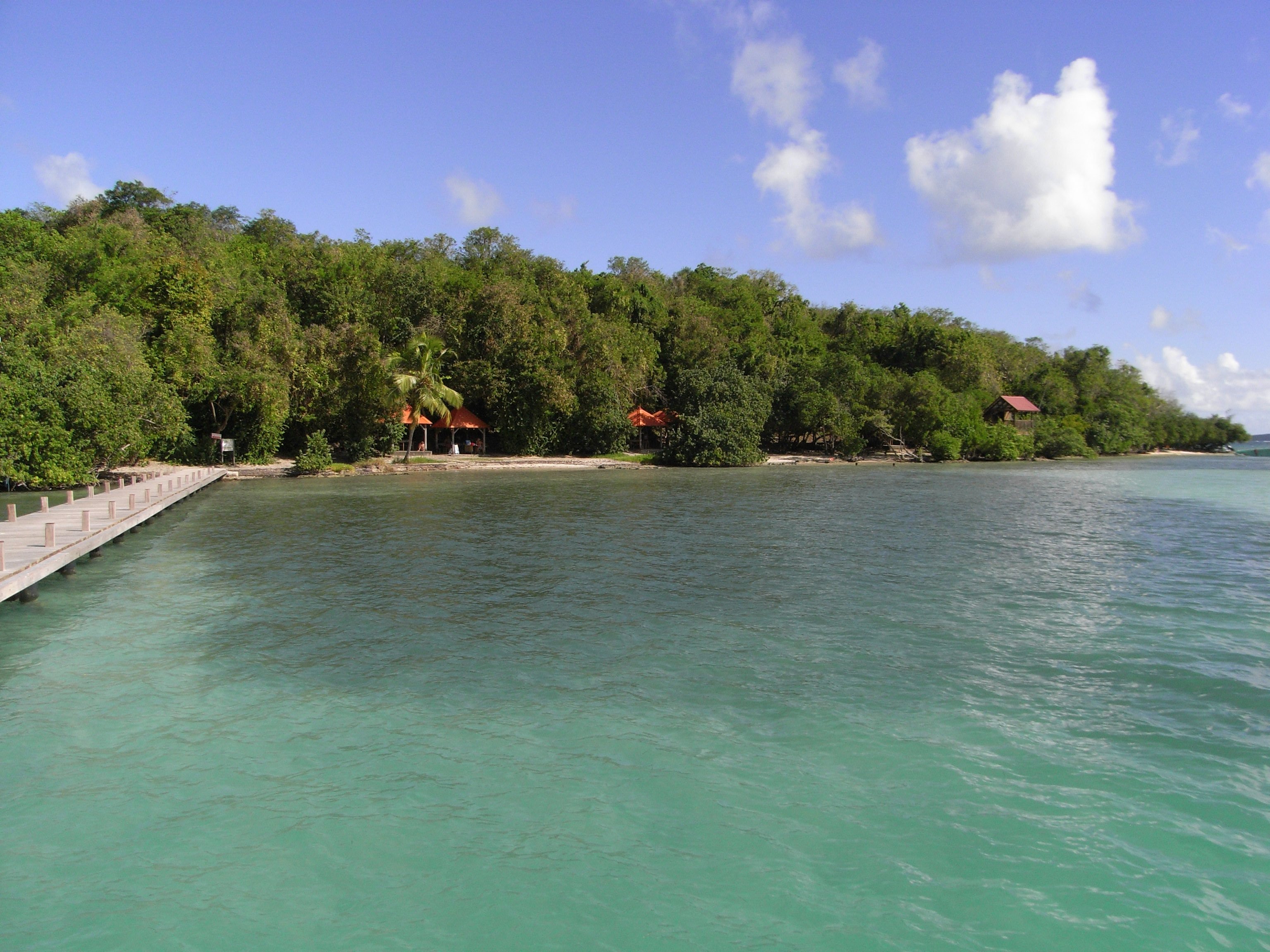
L'Îlet Madame.

- Les îlets du Robert sont célèbres pour la présence d'une espèce endémique d'iguanes : l'iguane des petites Antilles (Iguana delicatissima).

- Église Sainte-Rose-de-Lima du Robert XVIIIe siècle : autel en marbre 1870, statue de Notre-Dame-de-Lourdes. L'église est dédiée à sainte Rose de Lima.
- Église Sainte-Jeanne-d’Arc du Vert-Pré. L'église est dédiée à sainte Jeanne d’Arc.
- Chapelle à Pointe-Savane.
- La chapelle Saint-Joseph de Pontaléry édifiée par des esclaves en 1802, en hommage à la Vierge Marie. La chapelle est dédiée à saint Joseph.

### Personnalités liées à la commune

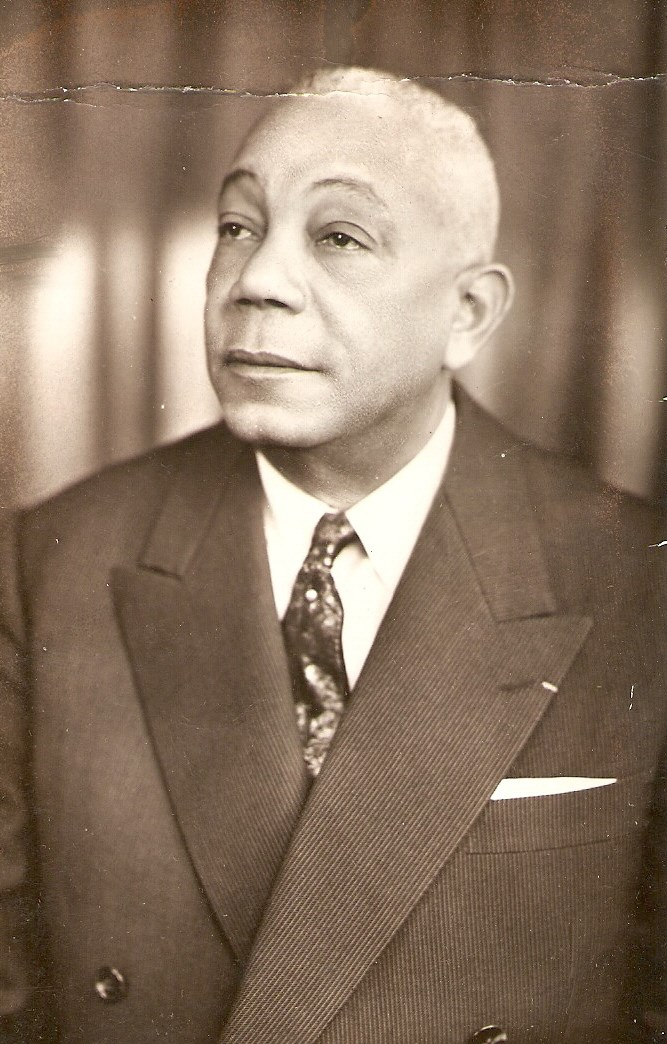
Paul Symphor, maire du Robert de 1937 à 1941 et de 1943 à 1965 et sénateur de la Martinique de 1948 à 1968 et président du Conseil général de la Martinique de 1947 à 1948.

- Paul Symphor, directeur d'école, maire du Robert de 1937 à 1941 et de 1943 à 1965 et sénateur de la Martinique de 1948 à 1968 et président du Conseil général de la Martinique de 1947 à 1948. En son hommage, le collège du centre-ville du Robert porte son nom[31].
- Aimée du Buc de Rivery, mère de l'empereur ottoman Mahmoud II.
- Édouard de Lépine, né à Fort de France, historien, universitaire et essayiste. Sur le plan politique, il est en 1972 membre fondateur du Groupe révolution socialiste (GRS). Il est aussi, maire du Robert de 1989 à 1997, conseiller général de 1992 à 1998 et conseiller régional de 1986 à 2004, membre du Parti progressiste martiniquais. Sur le plan littéraire, Edouard de Lépine est l'auteur de "Sur la question dite du Statut de la Martinique", "Questions sur l'histoire antillaise : trois essais sur l'abolition, l'assimilation, l'autonomie"" et "Dix semaines qui ébranlèrent la Martinique : 25 mars - 4 juin 1848", "La crise de février 1935 à la Martinique : la marche de la faim sur Fort-de-France". En son hommage, l'école élémentaire du quartier Moulin à vent porte son nom[16].
- Léopold Bissol, ancien conseiller municipal et général et député de la Martinique de 1945 à 1958. En 1957, il est avec René Ménil, Georges Gratiant et Victor Lamon l'un des fondateurs du Parti communiste martiniquais.
- Lucien Bélus, maire du Robert pendant 54 ans de 1878 à 1932 et président du conseil général de la Martinique de 1895 à 1896, de 1897 à 1899 et de 1902 à 1903.
- Émile Capgras, conseiller municipal du Robert de 1983 à 1995, 1er adjoint au maire de 1995 à 1998 et président du conseil régional de la Martinique de 1992 à 1998.
- Jiovanny William, né à Fort de France, avocat de profession, il est député de la première circonscription de la Martinique aux élections législatives de 2022 et treizième vice-président de la communauté d'agglomération du Pays Nord Martinique depuis 2020 et conseiller municipal du Robert depuis 2014.
- Valentin Béhélo, combattant, compagnon de la Libération.
- Dominique Daquin, ancien joueur de volley-ball de l'équipe de France.
- Clémence Bringtown, chanteuse de La Compagnie créole.
- Jean-Philippe Marthély, chanteur du groupe Kassav'. Il est Chevalier de l'ordre des Arts et des Lettres en 2020.
- Mickaël Borot, taekwondoïste de l'équipe de France.
- Yolan Sylvestre, coureur cycliste, vainqueur du Tour de la Martinique en 2016.
- Jules Théobald (1909-2021), doyen des français, y est né.
- Crémil Battery (ht), chanteur.
- Paulo Albin, chanteur.

### Héraldique
| Blason | Blasonnement : D'azur à la nef d'or habillée d'argent et équipée de sable, voguant sur une mer ondée du même et du champ ; au chef d'or chargé à dextre d'une tour crénelée et à senestre d'un ???, le tout de sable. |